# Vióshenskaya

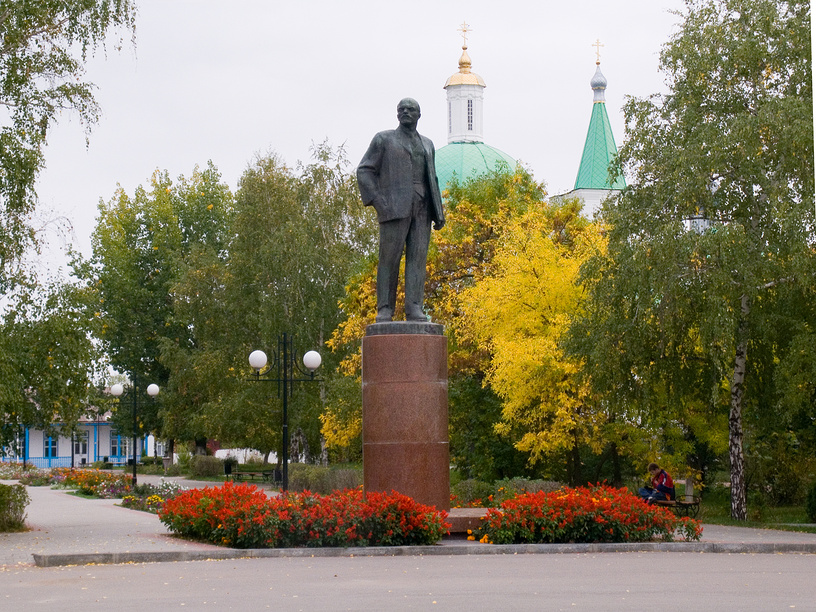
Monumento de Lenin en el stanitsa Vyoshenskaya.

Vióshenskaya (Вёшенская en idioma ruso) es una localidad rusa del óblast de Rostov localizada al norte de la región. La localidad, una stanitsa, está a la izquierda del río Don y es centro administrativo del distrito de Shólojov.